# 마크 멧칼프

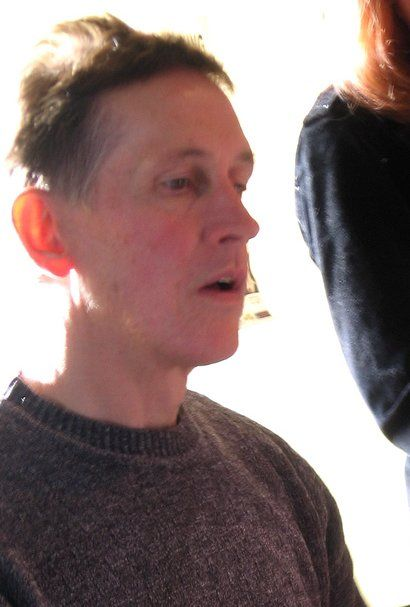

마크 멧캐프(Mark Metcalf, 1946년 3월 11일 ~ )는 미국의 배우이다.
핀들레이에서 태어났다.

## 출연 작품
- 스키니 딥 (2014년)
- 빌리 클럽 (2013년)
- 햄릿 A.D.D. (2013년)
- 포트 맥코이 (2011년) - 미스터 거키 역
- 모더스 아퍼랜다이 (2009년)
- 론 히어로 (2002년) - 마샬 해리스 역
- 소로리티 보이즈 (2002년)
- 레드락 탈출 (2001년)
- 테크노 스와핑 (1999년) - 미스터 로프 역
- 느슨한 여자 (1996년)
- 스투피드 (1996년)
- 레이지 (1995년)
- 파멸의 항해 (1992년)
- 오스카 (1991년)
- 유죄추정 (1991년)
- 미스터 노스 (1988년)
- 크레이지 걸 (1986년)
- 스미스의 환생 (1985년)
- 더 파이널 테러 (1983년)
- 애니멀 하우스의 악동들 (1978년)
- 줄리아 (1977년)

### 텔레비전
- 사인필드 (1990년)
- 뱀파이어 해결사 (1997년)
- 명탐정 바나비 존즈 (1973년)
- 원 라이프 투 리브 (1968년)